# Chicken Inn Football Club
Maillots
Actualités
Le Chicken Inn Football Club est un club zimbabwéen de football basé à Bulawayo. Le zimbabwéen Joey Antipas est l'entraîneur depuis janvier 2018.

## Histoire
Fondé en 1997, le club découvre sa première saison parmi l'élite, en 2011. Il l'achève à une prometteuse 8e place. La saison suivante le voit monter sur le podium avant de terminer au 6e rang les deux saisons suivantes. C'est lors de la saison 2015 qu'il connaît la consécration en remportant le championnat. Ce premier titre lui ouvre les portes de la Ligue des champions de la CAF 2016.

## Palmarès
- Championnat du Zimbabwe (1) :
  - Champion : 2015